# Bad Kissingen
Bad Kissingen (izg. [ba:t ki'siŋən]), prije 1883. god. samo Kissingen, je lječilišni grad i općina na sjeveroistoku Bavarske, Njemačka. Bad Kissingen je četvrti najveći grad u administrativnoj regiji Donja Frankonija i od 2016. godine čini zajedničko regionalno središte s Bad Neustadtom. Grad je smješten na rijeci Fränkische Saale, sjeverozapadno od Schweinfurta, a poznat je po brojnim termomineralnim izvorima, poznatima još od 9. st.
Godine 2021., toplice Bad Kissingena su postale dijelom transnacionalne UNESCO-ve svjetske baštine poznate kao „Veliki lječilišni gradovi Europe”, upravo zbog svojih poznatih mineralnih izvora i arhitektonskog svjedočanstva uspona europske kulture kupki u 18. i 19. stoljeću.
Bad Kissingen ima razvijenu tekstilnu, farmaceutsku, metaloprerađivačku i elektrotehničku industriju, te proizvodnja igračaka.

## Zemljopis
Grad je smješten na rijeci Fränkische Saale, sjeverozapadno od Schweinfurta, u zemljopisnoj regiji Main-Rhönu koja je u središtu Njemačke. Bad Kissingen ima niskoplaninski položaj tipičan za srednjoeuropske toplice. Smješten je na južnom rubu njemačkog niskoplaninskog lanca, istočno od gorja Spessarta i na rubu rezervata biosfere Rhön, 20 km od Kreuzberga (928 m). 20 km istočno nalaze se akumulacijsko jezero Ellertshäuser i Park prirode Haßberge.
Bad Kissingen je glavni grad bavarske topličke regije koja uključuje još dvije državne toplice (Bad Bocklet i Bad Brückenau), kao i Bad Neustadt i Bad Königshofen.
Grad se nalazi na granici frananske vinske regije i nedaleko od zimsko-sportske regije Rhön. Zbog rijeke Saale, miješane šume Kissingera i relativno niske nadmorske visine u zavjetrini Rhöna, klima je siromašna oborinama, s relativno blagim zimama i toplim ljetima

## Povijest
Grad je prvi put dokumentiran 801. godine pod imenom Chizzicha (vjerojatno izveden od keltskog osobnog imena Citus) i bio je poznat prije svega po svojim mineralnim izvorima, koji se bilježe već 823. godine. Godine 907. Kissingen se spominje kao Kizicha koja je bila pod vlašću opatije Fulda. Kissingen se 1279. god. prvi put spominje kao oppidum (grad) u rukama grofova Henneberga, a u 14. stoljeću je prodan biskupima Würzburga. 
Bad Kissingen je najstarije mjesto gradacije soli (povećanje sadržaja kuhinjske soli u salamuri u graduacijskom tornju prirodnim isparavanjem vjetrom i suncem) u Europi (16. st.)
Grad se razvio u toplice u 16. stoljeću, a prvi službeni gost toplica zabilježen je 1520. god. Godine 1814. Kissingen je postao dio Bavarske. Grad je izrastao u moderno ljetovalište u 19. stoljeću i proširen je za vrijeme vladavine Ludovika I. Bavarskog . Okrunjeni državni poglavari poput carice Elizabete Austrijske, ruskog cara Aleksandra II. i bavarskog kralja Ludviga II., koji je Kissingenu dodijelio titulu "Bad" 1883. godine, bili su među slavnim gostima toplica. Među ostalim poznatim posjetiteljima odmarališta bili su autor Lav Tolstoj, skladatelj Gioachino Rossini i umjetnik Adolph von Menzel. 
Dana 10. srpnja 1866., tijekom Mainfeldzuga (pohoda na rijeci Majni) u austro-pruskom ratu, Kissingen je bio poprište žestoke bitke između bavarskih i pruskih trupa, koja je završila pruskom pobjedom.
Carski kancelar Otto von Bismarck mnogo je puta posjećivao toplice Bad Kissingena. Godine 1874., tijekom Kulturkampfa , preživio je pokušaj atentata u gradu koji je počinio katolik Eduard Franz Ludwig Kullmann. Godine 1877. diktirao je „Kisingenski diktat” (Kissinger Diktat), u kojem je objasnio načela svoje vanjske politike. Bismarckov bivši dom u Bad Kissingenu sada je Bismarckov muzej.
U lipnju 1911. Alfred von Kiderlen-Waechter, njemački državni tajnik, i francuski veleposlanik Jules Cambon pregovarali su u Bad Kissingenu o Maroku, ali nisu postigli rješenje. Neuspjeh pregovora doveo je do Agadirske krize . [ 9 ]
Klijentela odmarališta promijenila se u 20. stoljeću, a obični ljudi sve su više zamjenjivali plemstvo kao gosti. Neposredno prije Drugog svjetskog rata, njemačka vojska osnovala je vojarnu Manteuffel (Manteuffel Kaserne) na istočnom rubu centra grada Bad Kissingena kao dio Hitlerovog programa širenja njemačkog Wehrmachta. Toplice su pretrpjele jednogodišnji prekid 1945. godine, jedino zatvaranje u svojoj povijesti. Američka vojska mirno je ušla u grad i preuzela Kaserne, koje su 1953. preimenovane u Daley Barracks. Vojarna je zatvorena 1990-ih nakon pada Željezne zavjese kada su se američke trupe povukle.
Nakon rata, Ministarstvo socijalnog osiguranja izgradilo je klinike u gradu. Promjena zdravstvenog zakonodavstva 1990-ih smanjila je mogućnosti njemačkih ugovora o zdravstvenom osiguranju za financiranje posjeta toplicama, što je dovelo do gubitka radnih mjesta. Kao rezultat toga, uloženi su napori u privlačenje nove vrste klijentele, čemu je uvelike pomoglo istraživanje EMNID-a koje je Bad Kissingen proglasilo najpoznatijim njemačkim topličkim gradom.
Otvaranjem termi KissSalis u veljači 2004., Bad Kissingen je dobio spa centar za razonodu, a u prosincu 2004. u gradu je otvorena Njemačko-kineska nogometna akademija, gdje je kineski "08 Star Team" živio i trenirao u pripremi za Olimpijske igre u Pekingu 2008. godine. Danas je Bad Kissingen drugi po posjećenosti toplički grad u Njemačkoj, odmah iza Bad Füssinga. God. 2015., u gradu je zabilježeno oko 1,5 milijuna noćenja s više od 238.000 posjetitelja. 

## Znamenitosti
U Bad Kissingenu postoji 7 mineralnih izvora, koji se i danas koriste. Svi osim Schönbornovog izvora su hladni i sadrže visoke razine natrija, karbonata i sulfata. Izvori se nalaze u rasjednoj zoni Kissingen-Haßfurt, apsorbirajući minerale iz sedimentnih slojeva permske starosti.
Od 18. stoljeća Kissingen se razvio u svjetski poznati toplički grad koji se natječe s Karlovy Vary i Baden-Badenom. Bad Kissingen posjeduje najstariji toplički vrt (1738.) i najveći ansambl povijesnih topličkih zgrada u Europi, koji je izgrađen pod okriljem dvaju bavarskih vladara, Ludwiga I.  (1825. – 1848.) i princa regenta Luitpolda (1886. – 1912.). 
Najvažnije znamenitosti u gradu su:
- Ruševine dvorca Botenlauben iz 1180. godine pružaju pogled na Bad Kissingen odozgo.
- Stara gradska vijećnica je renesansni arhitektonski projekt iz 1577. godine. Današnja gradska vijećnica je bivši dvorac plemićke obitelji von Heußlein, koji je 1706. godine izgradio Johann Dientzenhofer.
- Arkade oko lječilišnog vrta (Arkadenbau, slika desno), kao i dvorane za korištenje mineralne vode (Brunnenhalle) i za šetnice (Wandelhalle) izgradio je Friedrich von Gärtner između 1838. i 1913. godine, prema nacrtu Maxa Littmanna. Littmann je također projektirao kazalište Kurtheater Bad Kissingen, dovršeno 1905. god., kao i koncertnu dvoranu Regentenbau, otvorenu 1913. god.
- Zgradu željezničkog kolodvora projektirao je i nadzirao izgradnju Friedrich Bürklein, između 1871. i 1874. god.

- Stara gradska vijećnica i tržnica
- Muzej Bismarck
- Wandelhalle u centru toplica
- Brunnenhalle u vrtu toplica
- Casino Bad Kissingen

## Upravna podjela
Uz glavni grad Bad Kissingen, njegovi okruzi uključuju (s brojevima stanovništva u zagradama od 1. siječnja 2016.):
| - Albertshausen (588) - Altenburgerhaus ( pustinja ) - Arnshausen (1192) - Bad Kissingen (11.003) - Brandmühle (divljina) - Garitz (4400) - Götzenmühle (divljina) - Hausen (1.704) - Klaushof (šumska kuća) | - Kleinbrach (358) - Poppenroth (851) - Reiterswiesen (2.063) - Saline Kissingen (selo) - Schlettenmühle (divljina) - Seehof (imanje) - Steinhof (zaselak) - Wehrhaus (divljina) - Winkels (1.323) |

## Poznate osobe
Poznate osobe koje su rođene, umrle ili živjele u Bad Kissingenu:
- Edmund Veesenmayer, njemački političar, časnik SS-a i ratni zločinac
- Alfred Meyer-Waldeck, njemački admiral i vojni zapovjednik

## Promet
Bad Kissingen je lako dostupan automobilom, s vezama na savezne autoceste A7 i A71, te željeznicom preko glavnog kolodvora u Schweinfurtu, koji je 22 minute udaljen od Bad Kissingena, s kojim je povezan s 30 željezničkih veza dnevno. Tako se do Berlina može doći za manje od tri i pol sata, do Münchena za 2 sata i 33 minute, a do Hamburga za 3 sata i 57 minuta.

## Zbratimljeni gradovi
- Željezno (Eisenstadt), Austrija
- Massa, Italija
- Vernon, Francuska
- Siófok, Mađarska